# Banja Luka
Pronunciação
Banja Luka ou Bania Luka (Cirílico: Бања Лука, AFI: [ˌbaɲaˈluːka]) é a segunda maior cidade da Bósnia e Herzegovina com uma população em 2004 de 196 500 habitantes (220 000 incluindo a área metropolitana). Localizada na margem do rio Vrbas, é a capital da entidade conhecida como República Sérvia da Bósnia e é tradicionalmente considerada o centro da região da Fronteira Bósnia.
Em Banja Luka localiza-se a Universidade de Banja Luka e um conjunto de instituições da Bósnia e Herzegovina e da República Sérvia da Bósnia. É conhecida na Bósnia e nos países da antiga Jugoslávia como sendo constituída por imensas avenidas ladeadas por árvores, alamedas, jardins e parques.

## Geografia
Banja Luka ocupa uma área de 96.2 km² (37.1 mi²) na República Sérvia da Bósnia, Bósnia e Herzegovina, localizando-se nas coordenadas 44.78º N 17.19º E. A baixa de Banja Luka's está a uma altitude de 164 metros acima do nível médio do mar estando rodeada de colinas.
A nascente do rio Vrbas está aproximadamente 90 km a sul da cidade. Os afluentes Suturlija, Crkvena, e Vrbanja depositam o seu conteúdo no Vrbas em Banja Luka. Existem várias nascentes nas imediações de Banja Luka.
A região envolvente de Banja Luka é composta por bosques, apesar de existirem montanhas um pouco mais afastadas da cidade. A cidade em si situa-se no vale de Banja Luka, o qual está na transição entre duas zonas, uma de montanhas mais altas e  outra de montanhas mais baixas. As mais destacadas destas montanhas são Manjača (1214 metros de altitude), Čemernica (1338 m) e Tisovac, fazendo todas parte da cadeia montanhosa dos Alpes Dináricos.

### Clima
Banja Luka tem um clima continental, com invernos rigorosos e verões brandos. O mês mais quente do ano é Julho, com uma temperatura média de 21.3 °C (70 °F), sendo Janeiro o mais frio, com temperaturas próximas do congelamento da água, 0.8 °C (33 °F).
A precipitação anual em Banja Luka ronda os 988 mm, com uma média de 143 dias de chuva por ano, e como a cidade está a uma latitude elevada neva em Banja Luka praticamente todos os anos. Ventos fortes sopram de norte e nordeste.

## História
O nome "Banja Luka" foi mencionado pela primeira vez num documento datado de 6 de fevereiro de 1494, mas a história da cidade data de tempos anteriores. Existem provas substanciais da presença romana na região durante os primeiros séculos, incluindo o vetusto forte "Kastel" no centro da cidade. Toda a zona de Banja Luka estava compreendida na província romana da Ilíria, situando-se nas importantes estradas romanas que ligavam a Dalmácia e a Panónia.
Os povos eslavos estabeleceram-se nesta área pelo século VII, apesar de se desconhecer a natureza das suas migrações. Bem definida está a primeira menção da cidade, por parte de Vladislau II da Hungria.
O nome significa "prado de Bano", derivando das palavras bano ("um dignitário medieval"), e luka (um "vale" ou "prado"). A identidade do bano e qual o vale em questão são incertos, a etimologia popular combina as palavras contemporâneas banja ("banho" ou "spa"), ou bajna ("maravilhoso") com luka ("porto"). No uso moderno o nome é pronunciado e geralmente declinado (u Banjaluci) como uma só palavra, sendo também escrito assim frequentemente. Os cidadãos alegadamente preferem a forma mais correcta com o adjectivo inflectido (u Banjoj Luci).
Uma das primeiras edificações públicas depois do Kastel foi um mosteiro franciscano, construído em 1378 nas imediações de Banja Luka em Petrićevac, por franciscanos bósnios, sendo o primeiro do seu género na Bósnia.

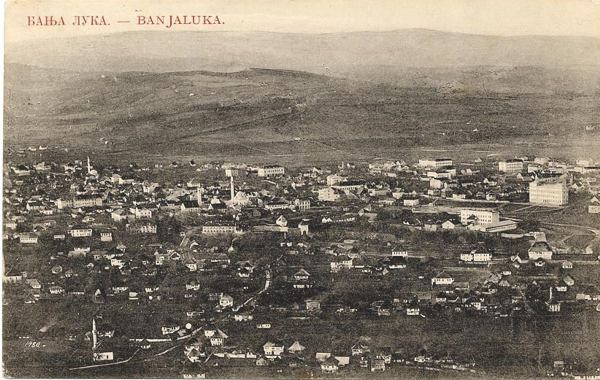
Banja Luka no dealbar do século XX

Durante o domínio otomano da Bósnia, Banja Luka era a sede do paxalique bósnio, tendo os senhores da região construído aquelas que são actualmente as principais ruas da cidade. Entre 1566 e 1574, Ferhat-paša Sokolović, um dos fundadores da cidade, construiu mais de 200 projectos, desde lojas de comerciantes e artesãos até mesquitas, banhos e armazéns. De entre as suas construções mais importantes destacam-se as mesquitas de Ferhadija e de Arnaudija. Durante estas construções, as infra-estruturas de canalização foram instaladas para servir as áreas residenciais circundantes. Isto estimulou o desenvolvimento económico e urbano de Banja Luka, que pouco depois se tornou num dos centros comerciais e políticos da Bósnia. Em 1688, a cidade foi incendiada pelo exército austríaco, mas recuperou rapidamente. Os ataques posteriores dos austríacos espicaçaram o desenvolvimento das capacidades militares, tornando a cidade um centro militar estratégico. Igrejas e mosteiros ortodoxas foram construídos no século XIX, um século onde se registou migração de sefarditas e trapistas, o que contribuiu para a industrialização da região com a construção de fábricas de têxteis, tijolos, cerveja e moinhos, além de outras estruturas importantes. Devido à sua liderança na região, a cidade não foi modernizada até ao domínio do império austro-húngaro no final do século.
A ocupação austro-húngara trouxe a ocidentalização a Banja Luka. Caminhos de ferro, escolas, fábricas e infra-estruturas apareceram e foram desenvolvidas, levando a que a cidade se modernizasse, tornando-se a capital da Vrbas Banovina, uma província do Reino da Jugoslávia, após a Primeira Guerra Mundial. Os rápidos progressos verificados são creditados à acção do primeiro Bano Svetislav Milosavljević, nesta época, Banski dvor e o edifício gémeo da administração, a Igreja da Santa Trindade da Igreja Ortodoxa Sérvia, a ponte da cidade, o teatro e o museu foram construídos, a escola básica foi renovada, além de outros melhoramentos. Ideias revolucionárias daquele tempo eram propagadas pela associação "Pelagić" e pelo clube de estudantes, Banja Luka tornou-se naturalmente o centro do movimento anti-fascista na região.
Durante a Segunda Guerra Mundial, a cidade foi ocupada pelo regime nazi, tendo muitas famílias de nobres sérvios e sefarditas sido deportadas para campos de concentração e extermínio, como o de Jasenovac e o de Stara Gradiška. A 7 de fevereiro de 1942, as forças Ustaše, lideradas pelo monge franciscano Miroslav Filipović (também conhecido por Tomislav Filipović-Majstorović) matou um número considerável de sérvios (entre os quais crianças) em Drakulići, Motike e Šargovac (integrantes do município de Banja Luka). A igreja da cidade foi demolida pelas autoridades de ocupação nazis. A 22 de abril de 1945 a cidade foi libertada, tendo sido reconhecidos vários heróis da guerra nascidos em Banja Luka, como o casal de irmãos Vahida e Osman Maglajlić, cujos nomes foram atribuídos à escola de enfermagem, posteriormente removidos durante a guerra da Bósnia pelas autoridades sérvias da Bósnia, devido à vaga de nacionalismo ocorrida durante a guerra.
Em 1969, um terramoto danificou bastantes edifícios de Banja Luka, tendo destruído completamente um grande edifício do centro da cidade chamado Titanik, cuja área de implantação foi aproveitada para fazer uma praça pública central. Com contribuições de todas as regiões da República Socialista Federativa da Jugoslávia, a cidade foi reparada e reconstruída, sendo este um período em que muita população sérvia das vilas nos arredores e de regiões distantes da Herzegovina se mudaram para a cidade.
Durante as guerras jugoslavas a cidade sofreu alterações consideráveis. Com a declaração da independência da Bósnia e Herzegovina e o estabelecimento da República Sérvia, Banja Luka tornou-se o centro de facto da política da entidade. Durante a limpeza étnica, muitos croatas, bósnios e sérvios não alinhados foram forçados a sair das suas casas e levados para campos de concentração estabelecidos pelas autoridades sérvias comandadas por Radovan Karadzic, como os  campos de Manjaca, Trnopolje e Omarska.

## Demografia
A população do município de Banja Luka em 1991 era de 195139 pessoas  actualmente, o município é composto por cerca de 227000 cidadãos. Apesar de não haver dados estatísticos acerca da distribuição étnica, poucas dúvidas subsistirão que os sérvios compõem a esmagadora maioria da população da cidade.

## Governo

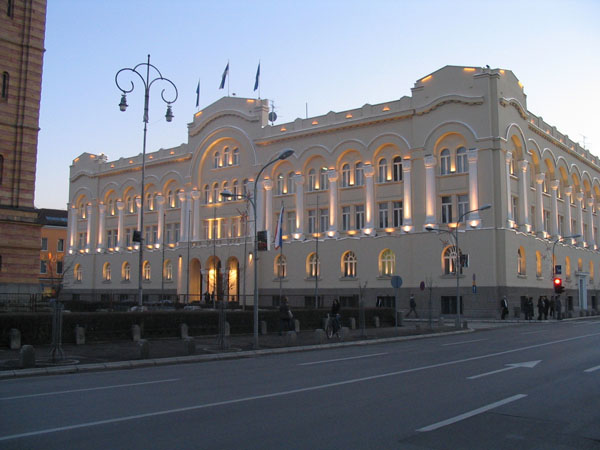
O edifício da Assembleia da Cidade de Banja Luka

Banja Luka tem um papel importante a diferentes níveis das estruturas de governo da Bósnia e Herzegovina, sendo o centro de governo do município de Banja Luka, onde se localiza um conjunto de instituições da Bósnia e Herzegovina e da República Sérvia da Bósnia, como o Governo e a Assembleia Nacional da República Srpska, entre as agências estatais sedeadas na cidade incluem-se a Autoridade de Taxação Indirecta (IVA), a Agência de Garantia de Depósitos, além de uma representação do Banco Central da Bósnia e Herzegovina (antigo Banco Nacional da República Srpska).
Áustria, Croácia, França, Alemanha, Sérvia, Reino Unido e EUA mantêm representações diplomáticas, por meio de consulados, em Banja Luka.

## Economia
Apesar de a cidade em si não ter sido afectada pela guerra do início da década de 1990 a sua economia foi. Durante quatro anos Banja Luka atrasou-se em diversas áreas, como a tecnologia, resultando numa economia algo estagnada actualmente.
Nos últimos anos, o sector dos serviços financeiros ganhou importância na cidade. Em 2002, iniciaram-se as compras e vendas na recém-estabelecida Bolsa de Valores de Banja Luka, com o número de companhias listadas, o volume de negócios e de investidores a ter aumentado desde então. Um número elevado de grandes companhias como a Telekom Srpske, a Rafinerija ulja Modriča, a Banjalučka Pivara e a Vitaminka estão cotadas em bolsa, sendo negociadas por investidores não só das vizinhas Eslovénia, Croácia e Sérvia, mas também fundos de investimento da União Europeia, Noruega, EUA, Japão e China.
Reguladores dos serviços financeiros, como a Comissão de Valores da República Sérvia e uma agência do Banco Central, além da Autoridade de Taxação Indirecta (IVA) e da Agência de Garantia de Depósitos. Alguns dos maiores bancos da Bósnia também estão sedeados na cidade, estabelecendo a cidade como o maior centro financeiro do país.

## Cultura
Graças à sua longa história, Banja Luka possui uma cultura rica. Vários museus podem ser encontrados na cidade, como o Museu da Fronteira Bósnia, e o Museu Etnográfico, estabelecidos em 1930, ou o Museu de Arte Moderna da República Sérvia. Além destes outros museus podem ser visitados, mas Banja Luka alberga ainda o teatro e a biblioteca nacionais, ambos datados da primeira metade do século XX para além de outros teatros.

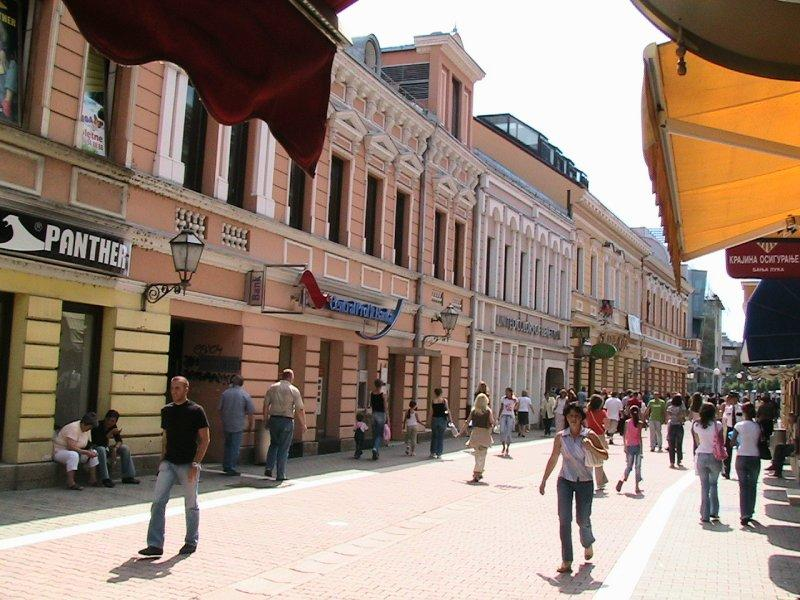
Rua Gospodska

Um dos famosos locais de cultura da cidade é o centro cultural "Banski Dvor" (Hall do Bano), construído nos anos 30 como local de residência ao bano de Vrbas Banovina, situando-se no centro da cidade. A Assembleia Nacional reúne-se no interior deste edifício que alberga ainda uma sala de concertos, uma galeria, a televisão estatal e um restaurante, sendo que é neste edifício que ocorrem muitos dos principais eventos culturais e políticos do país. A fortaleza Kastel, em mau estado de conservação, também se encontra no centro da cidade, na margem esquerda do rio Vrbas, servindo no Verão de local para concertos, este castelo medieval é uma das maiores atracções de Banja Luka.
Na cidade existem diversas associações culturais e artísticas, sendo a mais velha a ACA "Pelagić", fundada em 1927, e uma das mais velhas do seu género de toda a Bósnia e Herzegovina.

### Eventos
No Verão vários festivais têm lugar, com bandas a tocarem ao vivo ao ar livre. Dos principais eventos destacam-se: Banja Luka Choir Gathering (Abril-Maio), Festival de Teatro "Teatar Fest" (Maio), Festival Internacional de Curtas Metragens "Kratkofil" (Junho), O Mês da Música Rock (Junho), Dias de Folclore de Banja Luka (Julho-Agosto, todas as quintas-feiras), Verão no Vrbas (Julho), Jogos de Verão de Banja Luka (Agosto) e a Semana da Moda de Banja Luka.

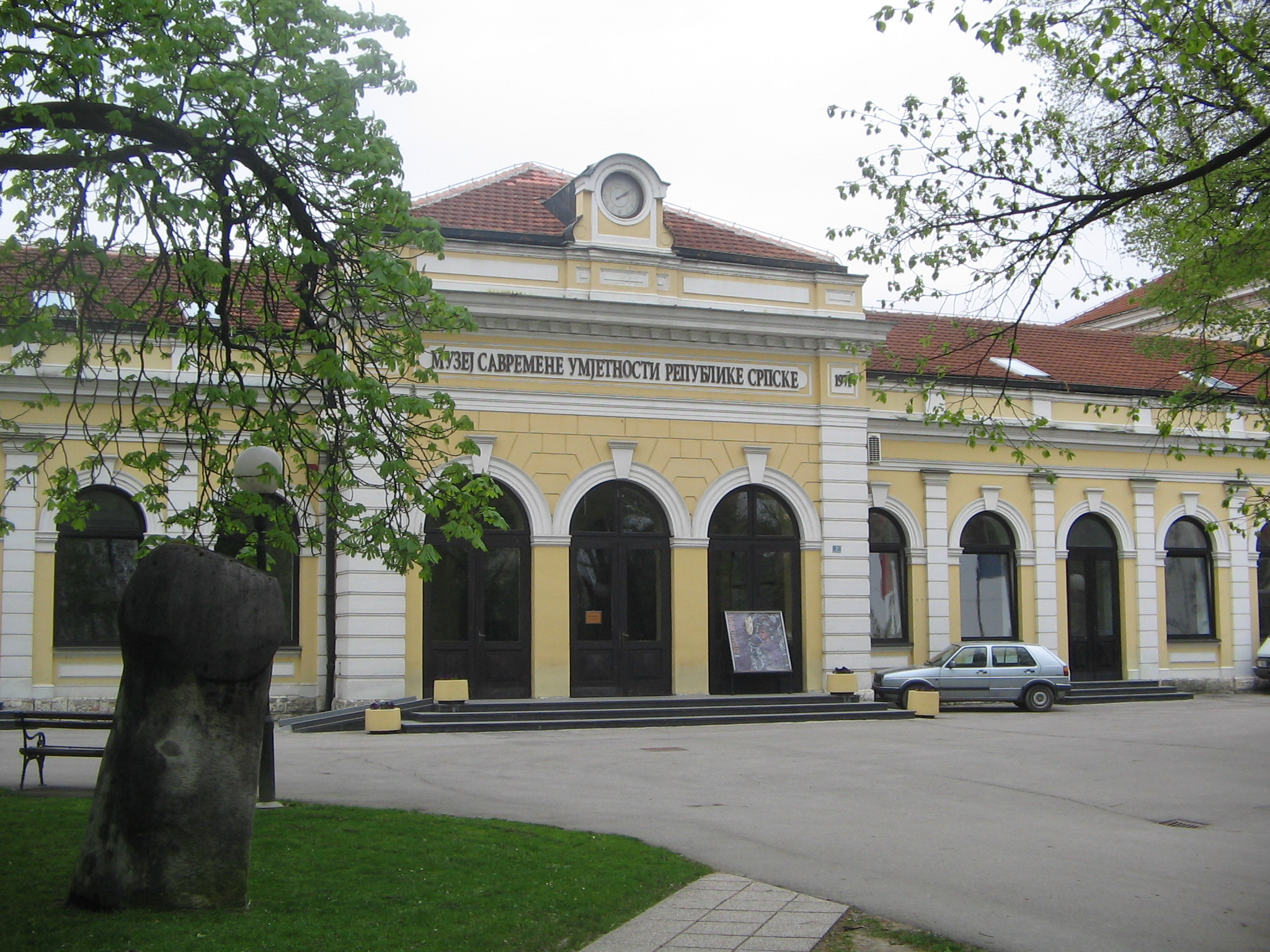
Museu de Arte Moderna da República Sérvia

### Desporto

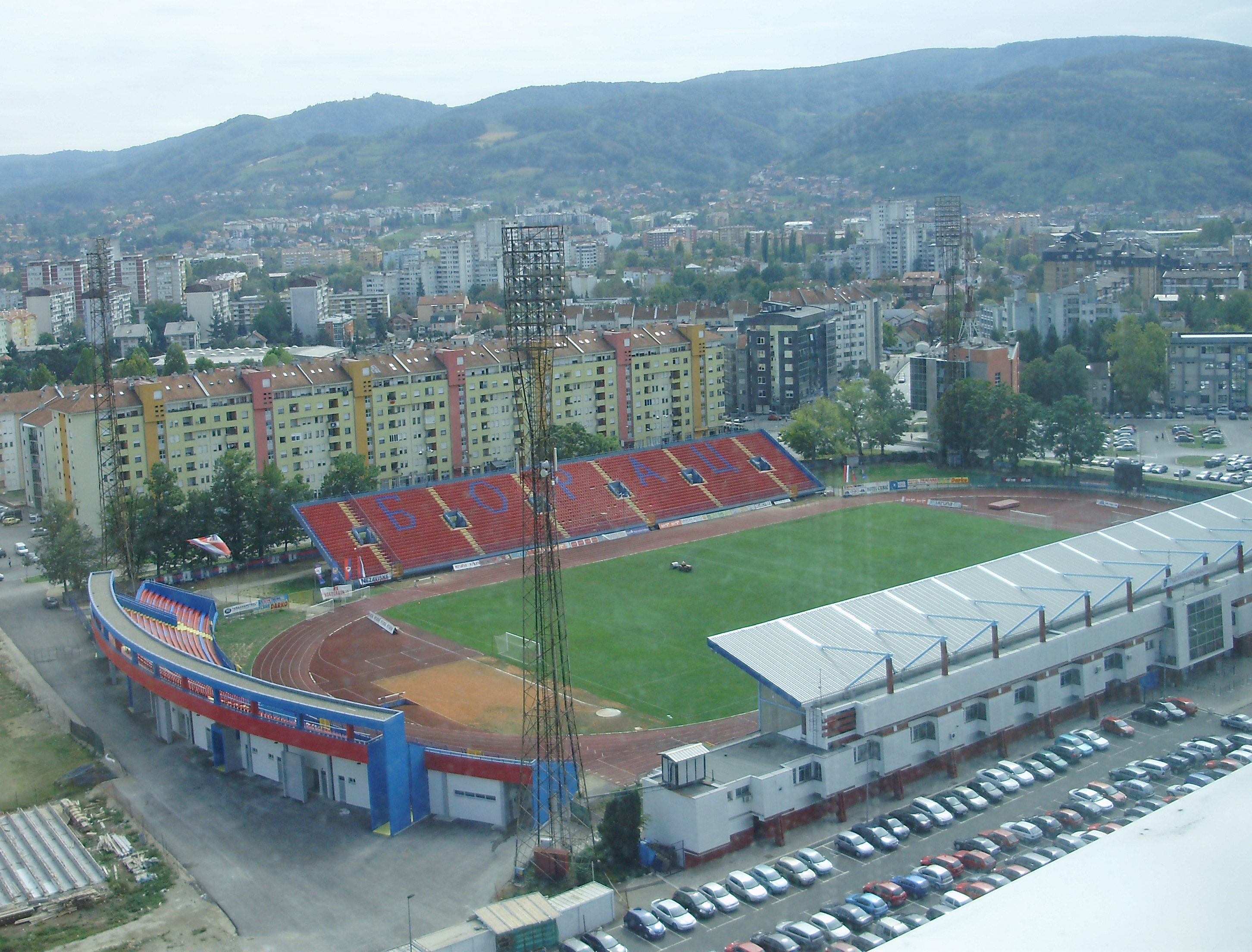
Estádio Cidade de Banja Luka.

Banja Luka tem um estádio de futebol principal e vários pavilhões para desportos indoor. As equipas locais de andebol e futebol ostentam o nome tradicional Borac Banja Luka (guerreiro), mas o clube de basquetebol foi renomeado para Banjalučka pivara, devido à cervejaria. As três equipas de futebol de Banja Luka são Borac Banja Luka (Primeira Divisão da Bósnia e Herzegovina), FK BSK Banja Luka e FK Omladinac Banja Luka (ambos na Primeira Divisão da República Sérvia), existindo ainda vários clubes em divisões locais menores.
A cidade tem tradição no andebol, quer na formação de jogadores, quer nos resultados das suas equipas, o RK Borac Banjaluka foi campeão europeu em 1975/76, vice-campeão em 1974/75 e vencedor da Taça EHF em 1991. O ténis está a despontar na cidade, com o torneio local, "Memorijal Trive Vujića",  a tornar-se profissional e a ser atribuído estatuto ATP em 2002, como Challenger, o Challenger de Banja Luka, que é jogado em Setembro. Em 2006, os jogos do Grupo III da zona Europa/África da Taça Davis disputaram-se na cidade, jogando as selecções do Mónaco, Estónia, Turquia, Lituânia, Moldávia, Arménia, Andorra e a Bósnia e Herzegovina.
Em 2005, o Campeonato da Europa de Rafting foi disputado no Vrbas, com a selecção da República Checa a sagrar-se a mais bem sucedida. Em Maio de 2009 o Campeonato do Mundo disputar-se-á nos rios Vrbas e Tara.

### Turismo
A beleza natural de Banja Luka e da área envolvente traz turistas à cidade, que possui um conjunto de hotéis, com o mais antigo a datar de 1885. Na cidade e nas imediações encontram-se várias atracções turísticas populares, entre as mais conhecidas têm-se piscinas, fontes termais e spas. Banja Luka foi em tempos conhecida como "Cidade Verde", pelos seus parques e mais de 10 000 árvores, mantendo-se popular entre os amantes da natureza, tendo o centro diversas estruturas históricas e restaurantes para receber os turistas. Outra atracção criada pela natureza em Banja Luka são o monte Banj e a cascata do Vrbas perto de Krupa.
O rafting no Vrbas river está a tornar-se mais popular entre os turistas e os locais, havendo também possibilidade de fazer escalada, pescar, ou passear pelo canyon do Vrbas entre Banja Luka e Jajce.

## Transportes

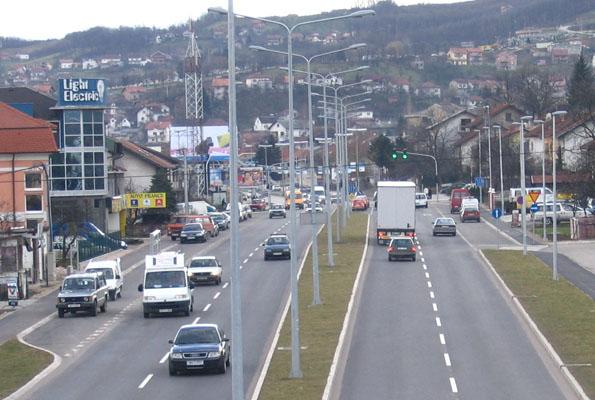
Estrada oeste de Banja Luka

Os transportes públicos dentro de Banja Luka são exclusivamente rodoviários, havendo mais de 30 linhas a ligar a baixa com o resto da cidade e com os subúrbios, havendo também serviço de táxis. A mais antiga ligação de autocarro é a número 1.
O Aeroporto Internacional de Banja Luka (IATA: BNX, ICAO: LQBK) localiza-se a 23 km de Banja Luka, e nele operam actualmente três companhias aéreas, B&H Airlines, Jat Airways e Austrojet, estabelecendo ligações regulares para Zurique, Salzburgo, Belgrado e Sarajevo. Voos charter também operam no aeroporto, que pode ser usado como reserva do de Sarajevo. O Aeroporto de Zagreb é frequentemente preferível, no Inverno, ao de Sarajevo devido às condições atmosféricas, e fica aproximadamente a duas horas de carro de Banja Luka.
Banja Luka é uma plataforma de distribuição dos transportes ferroviários da Željeznice Republike Srpske (Caminhos-de-ferro da República Sérvia), compreendendo metade da rede ferroviária da Bósnia e Herzegovina. Este serviço opera para as cidades bósnias mais a norte, Zagreb (duas vezes por dia) e Belgrado, mas devido aos conflitos recentes, à desactualização das infra-estruturas e à falta de carruagens, os services ferroviários são lentos e pouco frequentes comparados com o dos países vizinhos.
Uma vasta escolha de serviços de autocarros está disponível para as cidades mais próximas e maiores da Bósnia e Herzegovina, além de outros destinos regionais e europeus como a Áustria, Croácia, Alemanha, França, Itália, Montenegro, Países Baixos, Sérvia, Suíça e Eslováquia.

## Pessoas ilustres
- Abas Arslanagić, jogador e treinador de andebol
- Adem Cejvan, actor
- Mustafa Nadarević, actor
- Ismet Bekrić, poeta
- Nasiha Kapidžić-Hadžić, poeta
- Mersad Berber, pintor
- Anton Josipović, boxer
- Abid Kovačević, futebolista
- Zrinko Tutić, compositor
- Petar Kočić, novelista
- Milorad Karalić, andebolista
- Nebojša Popović, basquetebolista
- Slađana Golić, basquetebolista
- Ivan Ljubičić, tenista
- Saša Lošić, cantor e compositor
- Dragan Šajnović, violinista
- Marijan Beneš, boxer e poeta
- Aleksandar Ravlić, jornalista, fotógrafo e escritor
- Vlado Milošević, compositor
- Zlatan Muslimović, futebolista
- Marija Šestić, cantora
- Maja Tatić, cantora
- Neven Subotic

## Geminações
- Bari, Itália
- Belgrado, Sérvia, desde 2003
- Bitonto, Itália
- Kaiserslautern, Alemanha, desde 2003
- Kranj, Eslovénia, desde 2006
- Lviv, Ucrânia
- Moscovo, Rússia, desde 2003
- Novi Sad, Sérvia, desde 2006
- Patras, Grécia